# Kangto
Der Kangto (auch Kangtö oder Kanggardo Rize; chinesisch 康格多峰, Pinyin Kānggéduō Fēng) ist ein Berg im Assam-Himalaya an der Grenze zwischen dem indischen Bundesstaat Arunachal Pradesh und dem chinesischen Gebiet Tibet.
Der vergletscherte Berg hat eine Höhe von 7090 m (nach anderen Angaben 7042 m oder 7060 m). Er befindet sich auf der McMahon-Linie im Himalaya-Hauptkamm in einem zwischen Indien und China umstrittenen Gebiet. Der Kangto ist der höchste Berg in Arunachal Pradesh.
Der Kangto wurde im Jahr 1988 über den Nordostgrat erstbestiegen. Der schwer zugängliche Berg wurde bisher von der indischen Südseite noch nicht bestiegen.